# Picacho del Diablo
Picacho del Diablo je nejvyšší vrchol Kalifornského poloostrova v mexickém státě Baja California o nadmořské výšce 3096 metrů. Jiné názvy hory jsou Cerro de la Encantada, Hill of the Enchanted, Hill of the Bewitched. Vrchol se nachází v oblasti Sierra de San Pedro Mártir, která je součástí Peninsular Ranges, pohoří o délce 1500 km, táhnoucího se z jižní Kalifornie až na jih Kalifornského poloostrova.